# Pikhtovka
Pikhtovka (en rus: Пихтовка) és un poble de l'óblast de Kémerovo, a Rússia, que en el cens del 2010 tenia 295 habitants, pertany al districte de Mariïnsk.